# Euroszféra

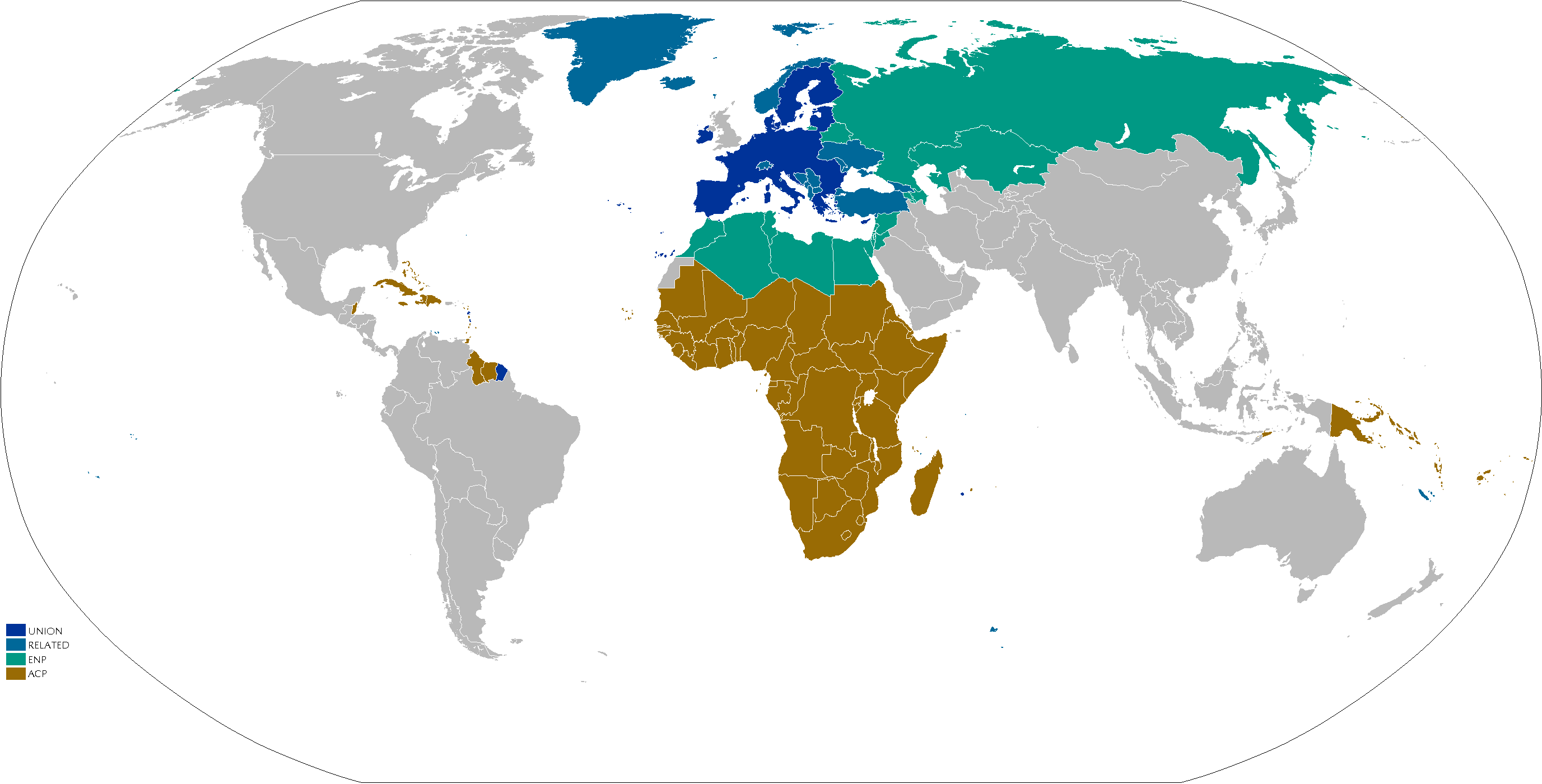
Sötétkék: Európai Unió
Világoskék: EU-s tagjelöltek
Türkizkék: Európai szomszédságpolitika
Barna: AKCS/ACP országok

Az euroszféra vagy az európai birodalom egy olyan koncepció, amelyet Mark Leonard, az Oxfordi Egyetem akadémikusa, Jan Zielonka, az Európai Unió politikai-katonai ügyekért felelős főigazgatója, Robert Cooper és az Európai Bizottság elnöke, José Manuel Barroso nevéhez kötnek.
Az elmúlt 50 évben az Európai Unió 6 alapító tagból 27-re bővült; emellett 8 tagjelölt és potenciális tagjelölt ország várja a csatlakozást. Számos nyugat-európai ország gazdaságilag integrálódott az Unió egységes piacába, vagy használja a közös valutát, az eurót. Az Unió külügyi és biztonságpolitikai főképviselőjének köszönhetően az EU képes egységesen fellépni a nemzetközi színtéren, és számos állammal kötött társulási és szabadkereskedelmi megállapodást. Az európai szomszédságpolitika és a Mediterrán Unió révén szorosabb kapcsolatot alakít ki a határain lévő országokkal, valamint fejleszti kapcsolatait az egykori európai gyarmatokkal, az AKCS-országokkal.
Az EU-tagságra pályázó országoknak jelentős reformokat kell végrehajtaniuk (például Törökország esetében a halálbüntetés eltörlése). Az Unió befolyásának megjelenése és a tagság vonzereje számos tudományos tanulmány tárgyát képezi. Mark Leonard az EU befolyási övezetét euroszférának nevezi.

## Az euroszféra országai

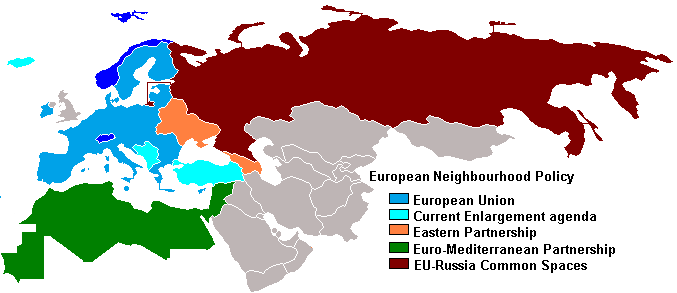
Az Unió regionális kezdeményezései; bővítési politika (SAP és tagjelölt országok), ENP; Keleti partnerség, Euro-mediterrán partnerség és orosz–európai kapcsolatok

Mark Leonard szerint az euroszféra 109 országot foglal magába. Ide tartozik az EU 27 tagállama, az EU-hoz csatlakozni kívánó tagjelölt országok, a Nyugat-Balkán és az európai Független Államok Közössége (beleértve Örményországot, Fehéroroszországot, Grúziát, Moldovát, Ukrajnát és a transzkontinentális Kazahsztánt), valamint az EU-ból kilépett Nagy-Britanniát. Érdekes módon nem említi olyan nyugat-európai országok esetét, mint például Norvégia, amely már integrálódott az EU egységes piacába. Európán kívül minden afrikai és közel-keleti országot felsorol, valamint az euroszféra keleti határát alkotó országokat, mint például Irán, Azerbajdzsán, Oroszország és Közép-Ázsia.
Az euroszférához tartoznak még az Európai Gazdasági Térséghez tartozó európai országok, például Izland vagy Liechtenstein, az eurót használó államok, mint San Marino, a Vatikán és Monaco, illetve az Unió tengerentúli területei, például Aruba, Bermuda vagy Grönland, valamint az EU legkülső régiói a Karib-térségben, a Csendes-óceán déli részén, az Atlanti-óceánon, az Indiai- és a Déli-óceánon, mint például Saint Martin, Martinique vagy Réunion. A fent említett csoportok ma már szoros gazdasági és politikai kapcsolatokat ápolnak az EU-val.

## Idézetek
Az európai átalakulás következő hulláma azonban csak most kezdődik. Az Európai Unió egy hatalmas befolyási szférát fejleszt ki, amely határain túlnyúlik és az „Euroszféra" nevet viselheti. Ez a nyolcvan ország, amely a volt Szovjetuniót, a Nyugat-Balkánt, a Közel-Keletet, Észak-Afrikát és a Szaharától délre fekvő Afrikát foglalja magában, a világ népességének 20%-át teszi ki.
Amit látunk, az az első nem birodalmi birodalom... Huszonhét ország, amely teljes mértékben úgy döntött, hogy együtt dolgozik, szuverenitását megosztva. Azt hiszem, ez nagyszerű dolog, és büszkék lehetünk rá.